# 색다른 그녀
《색다른 그녀》는 2021년에 개봉한 대한민국의 영화이다.

## 캐스팅
- 한상혁 : 완준 역
- 장성윤 : 예리 역
- 김찬미 : 지연 역
- 최재환 : 충재 역
- 박경순 : 조 사장 역
- 김응수 : 방석 역 (특별출연)
- 장정희 : 반장 아줌마 역 (특별출연)
- 오상훈 : 경비 역 (특별출연)
- 정윤서 : 예리 엄마 역 (특별출연)